# Coelioxys variegata
Coelioxys variegata är en biart som beskrevs av Holmberg 1916. Coelioxys variegata ingår i släktet kägelbin, och familjen buksamlarbin. Inga underarter finns listade i Catalogue of Life.